# Campeador (lexicografía)
Un campeador fue, en la Edad Media, un luchador que participaba en combates judiciales (Juicio por combate). Estos combates eran un tipo de ordalía o “juicio de Dios” de origen germánico, que fueron utilizados para resolver conflictos en los que existían juramentos contradictorios entre las partes y se carecía de pruebas o testigos. Se creía en aquella época que, con la ayuda divina, el poseedor de la verdad obtendría la victoria. Tal era el uso en tiempo de Rodrigo Díaz de Vivar, que ha quedado como el Campeador por excelencia.
Un diploma del Becerro Galicano del Monasterio de San Millán de la Cogolla del año 1097 (473), utiliza el término campeatura para referirse al combate judicial que enfrentó a varias localidades riojanas en una disputa por derechos de pastos. De este término, se deduce que un "Campeador" era el campeón que representaba a cada una de las partes enfrentadas en una disputa que se dirimía mediante un combate judicial.
La dotación del Cid a la catedral de Valencia en el año 1098 es el único documento que se ha conservado, original y firmado por el propio Rodrigo Díaz de Vivar, como: “Prínceps Rodericus Campidoctor”. El sobrenombre Campidoctor, y no el tradicional Campeador por el que se le conoce, aparece también en una de las primeras composiciones literarias de finales del siglo XII sobre Rodrigo Díaz de Vivar, el himno latino "Carmen Campidoctoris“. Según esta obra, Rodrigo adquirió su sobrenombre de “Campidoctor” en un combate judicial.
```
En un diploma del Cartulario francés del Priorato de 
Saint-Mont
 del año 1085,
[
4
]
 la disputa por la posesión de una Iglesia se resolvió mediante un combate judicial, denominado “Campi doctorum Bellum”, o lo que es lo mismo “una guerra entre dos campidoctores”. Este texto no deja lugar a dudas, en Francia se llamaba Campidoctor al luchador en combates judiciales, idéntico significado que el término 
campeador
 en la zona navarro-riojana próxima a San Millán de la Cogolla. Este priorato pertenecía a la orden de Cluny y estaba situado cerca de 
Aire-sur-l'Adour
, lugar de paso del 
Camino de Le Puy
, una de las rutas del 
Camino de Santiago
 en el suroeste francés y situado a unos 150 kilómetros de la frontera con Navarra.
```

En el año 1719 el burgalés Francisco de Berganza en su obra Antigüedades de España, propugnadas en las noticias de sus reyes, y condes de Castilla la Vieja en la historia, realizaba ya una certera descripción del significado del sobrenombre “Campeador” como campeón del rey y apuntaba también a su posible origen francés:
Esto supuesto, digo, que nuestro Rodrigo Díaz fue intitulado Campeador, por haberle el Rey dado el título de Juez en las lides campales; o porque tuvo significado como nombramiento, para que saliese al Campó a pelear en las causas de la persona Real; y ello es lo que indica la relación, que dejamos puesta, que fe combatió con Ximeno García Torrellas… Había sido señalado para estas funciones: estaba cercado de tapias, y se llamaba el Campo, y los que venía de pelear se decían en lengua francesa Campiones.
La Primera Crónica General de España, versión sanchina, del año 1289 (Estoria de España), nos aporta algunos detalles sobre este combate que ya mencionaba el “Carmen Campidoctoris:  el combate fue en el año 1074, el caballero navarro contra el que combatió se llamaba Gimeno Garceiz y la disputa fue por el castillo de Pazuengos y otros que presumiblemente estarían emplazados en el mismo territorio navarro-riojano.  Pazuengos era el principal castillo que dominaba la zona del Valle de San Millán de la Cogolla, y su territorio, uno de los principales recursos ganaderos y piscícolas de su monasterio.
Todas las tesis formuladas a lo largo de la historia sobre el posible origen del término Campeador y Campidoctor, desconocían la existencia de estos dos documentos recientemente descubiertos en el monasterio de San Millán de la Cogolla y en el Priorato francés de Saint-Mont. Ambos textos, escritos en vida de Rodrigo Díaz de Vivar no dejan lugar a ninguna duda, los dos términos significaban lo mismo y eran solo dos de los variados términos que se utilizaban en el último tercio del siglo XI para nombrar al luchador en este tipo de combates judiciales, dependiendo del reino o territorio en el que tuvieran lugar.
Algunas de la tesis que se han formulado a lo largo de la historia sobre el posible significado del término campeador y Campidoctor, han sido acertadas y muchas de ellas erróneas, sobre todo teniendo en cuenta que el término Campidoctor, esta documentado ya en el año 1085, antes que el término Campeador y con un idéntico significado:
Según Alberto Montaner Frutos, Campidoctor es un «sobrenombre encomiástico» que proviene de un tecnicismo del ejército romano, que denominaba al instructor en jefe de una cohorte. En el siglo XII se documenta con el sentido metafórico de 'magister', habitual en la escritura patrística, y el significado de 'comandante en jefe', aunque ninguna de las dos acepciones encajan con el apelativo de Rodrigo Díaz, pues no fue instructor ni fue nombrado para un cargo militar por esta designación. Campidoctor y Campidoctus son términos latinizados como cultismos del apelativo que se dio en romance a Rodrigo Díaz, como muestra el hecho de que algunas de las fuentes árabes que preceden a estos vocablos del latín registran su sobrenombre de Campeador arabizado en الكنبيطور <alkanbīṭūr> o القنبيطور <alqanbīṭūr>. Por su parte, «Campeator», es simplemente una forma en lengua vernácula transcrita con una grafía latina. Al-Kanbīṭūr se registra en Ibn Bassam e Ibn al-Abbar, y en Al-Bayan al-Mughrib de Ibn Idari se documenta <Al-Kabīṭūr>. Al-Qanbīṭūr aparece en la Crónica anónima de los reyes de taifas y en Ibn al-Kardabūs. En estas formas no se escriben las vocales pero se adoptan usualmente las transcripciones «Alkanbiyaṭūr» y «Alqanbiyaṭūr» por basarse en el sobrenombre romance. Al-Kanbīṭūr se debió de pronunciar [ɛlkanbeˈtˁoɾ] y Al-Qanbīṭūr [ɑɫqanbˁeˈtˁʊʁ], reflejando la pronunciación cristiana de Campeador.
Al abordar la tarea de dilucidar cuál es la etimología de «campeador», nos encontramos con dos tesis apoyadas por diferentes autores. La primera, señala que el término «campeador» proviene de las locuciones latinas «campi doctor» o «campi doctus» apoyándose en diplomas coetáneos y en el mismo Carmen Campidoctoris o «campi doctus». 
Esta hipótesis ha sido rebatida por otros autores, que opinan que campidoctor y campidoctus son neologismos introducidos para traducir al latín el término vernáculo asentado de «campeador» sustentándose en los siguientes argumentos:
Los documentos historiográficos temporalmente más cercanos a la vida de El Cid de los que disponemos estaban escritos en un latín más o menos culto, mientras que las hazañas del héroe se habían hecho ya populares en lengua romance. En este contexto, parece razonable suponer que los pocos escritores de la época (en su mayoría clérigos) quisieran dar un lustre culto a las expresiones del latín vulgar o el romance. Aceptando esta hipótesis, los autores citados interpretan el término «campeador» como voz romance lexicográficamente derivada del teutón «kamph» (lucha) y «kampher» (luchador). La etimología de estos vocablos godos parece a su vez ser de origen latino, pero se asumieron en el romance ibérico desde su origen y acepción germánica, no latina.
Gonzalo Martínez Diez interpreta el concepto de luchador como el del guerrero o campeón que reta al enemigo en combate singular, idea en la que abunda Reinhart Dozy. Siguiendo esta línea, Levi-Provençal mantiene que: "Hay un equívoco en la interpretación de la palabra española «Campeador». En vez de intentar explicarla por sí misma se acude a los vocablos latinos eruditos «campidoctor» y «campidoctus»"; pero a pesar de su raro empleo en el Carmen Campidoctoris y en la Historia Roderici, nada prueba que estas dos palabras latinas no hayan sido escogidas arbitrariamente a causa de su parecido fonético, para representar un vocablo popular". Reuniendo estas tesis de diversa procedencia, el profesor David Porrinas parece descartar los términos «campi doctor»  y «campi doctus» como origen de «campeador» para dar validez a la voz romance «campeador» o «campeator» como étimo primario del alias del héroe castellano en el sentido de «luchador, batallador».
En la misma línea se pronuncia Alberto Montaner Frutos en su «estudio preliminar» a la edición que con Ángel Escobar Chico realizó del Carmen Campidoctoris, publicado en 2001. Tras analizar el estado de la cuestión en los capítulos I. 1 y III. 1 del citado estudio,  concluye que el término Campidoctor en el Carmen, cuyo significado en romance sería el de «experto en batallas campales»:

se está refiriendo a una denominación común, adoptada quizá no por cultos clérigos conocedores del poco frecuente vocablo latino, sino por los caballeros veteranos y principales (maiores). En consecuencia, todo indica que el Campidoctor del Carmen es un término erudito que recubre en realidad una voz romance bien documentada, Campeador.
Montaner (2001), loc. cit., págs. 26-27.

Más adelante, en este mismo estudio (apdo. III. 1, pág. 143), Montaner resume:

En vista de que la denominación romance hubo de anteceder a la designación latina (...) parece lógico entender (...) que el término clásico es una adaptación culta del epíteto vernáculo
Montaner (2001), loc. cit., pág. 143.

Finalmente, para el estudio de estos latinismos es fundamental el artículo de R. Manchón y J. F. Domínguez «Cultismo y vulgarismo en el latín medieval hispánico: a propósito de 'campidoctor, campidoctus y campeator / campiator'», que se dio a conocer en el segundo Congreso Hispánico de Latín Medieval, celebrado en la Universidad de León en 1997.